# Castro de Santo Ovídio
O Castro de Santo Ovídio situa-se no concelho de Fafe, distrito de Braga,Portugal e fica subjacente à bacia hidrográfica do Rio Vizela.
As escavações iniciadas em 1980 permitiram a descoberta de várias habitações e elementos relevantes para um maior conhecimento e noção da arquitetura e urbanismo do Castro de Santo Ovídio. Nesta altura conseguiu-se descobrir um pouco da planta do povoamento, em que as estruturas estariam organizadas em diferentes bairros que incluíam casas, edifícios de armazenamento e espaços comuns. Uma das características mais notáveis do local é o grande edifício circular conhecido como "Casa Redonda" - usado para atividades comunitárias, como festas e reuniões da época.
Estima-se que este aldeamento foi habitado entre os séculos I a. C. e I d. C. Foram também vistas grandes quantidades de vestígios de cerâmica e material metálico e lítico, isto ajudou um estudo sobre o  megalitismo no noroeste peninsular.
É um importante sítio arqueológico para a compreensão da Idade do Ferro em Portugal e na região. 
Castro de Santo Ovídio foi classificado como imóvel de interesse público.